# Echeveria saltensis
Echeveria saltensis es una planta suculenta de la familia de las crasuláceas. Es endémica de la provincia de Salta, Argentina y es posiblemente la más austral del género Echeveria.

## Descripción

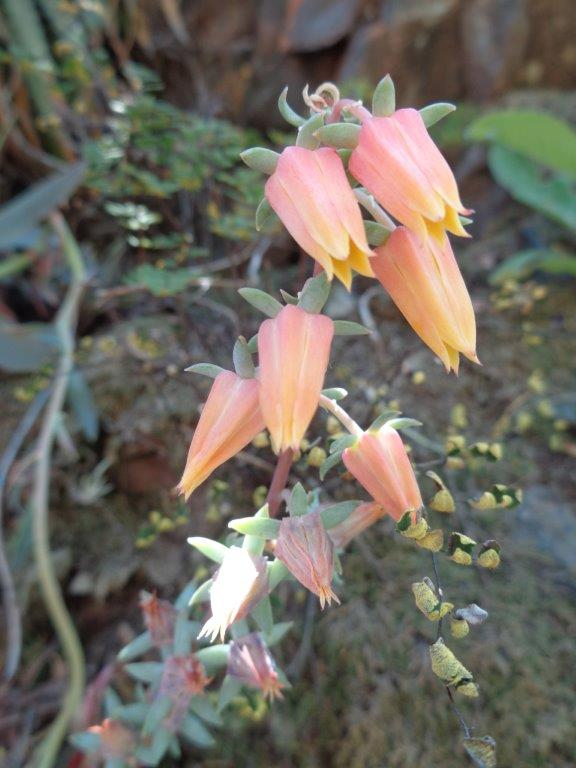
Detalle de la inflorescencia.

Es una planta suculenta, perenne, glabra y acaule o con tallo corto, simple, muy raramente ramificado en plantas viejas, erecto cuando es joven, luego curvado o decumbente. Es una especie muy polimórfica, tanto en fenotipos como en coloración. 
Su roseta es simple, de 8 a 20 cm de diámetro, brillante en algunas plantas, con una coloración mayormente violácea, también verde o caoba que pueden variar en tonalidades así como los bordes. Ápice agudo o mucronado, cuando está presente.
Sus raíces son estrechamente tuberosas, con una raíz primaria de 6-8 mm de diám., disminuyendo gradualmente distalmente a 2 mm de diám. y de 5-15 cm de largo y raíces secundarias de color marrón blanquecino.
Sus hojas son oblongas y alargadas, con un patrón de minúsculas líneas multicolores en rojo, verde olivo hasta púrpura y márgenes claros. En algunos fenotipos presenta pruina en hojas juveniles.
La inflorescencia es un racimo simple, con un tallo floral de entre 25-45 cm de largo. Las flores consisten de una corola de cinco pétalos, urceolada a subprismática, de color rojo salmón abajo, amarillento arriba, punta roja, interior amarillo. Florece de enero a febrero.

## Distribución y hábitat
Echeveria saltensis es un microendemismo dado que solo se la conoce para un área restringida, en el valle de Lerma de la Cordillera Oriental en la provincia de Salta cerca de la frontera con Tucumán, Argentina. Habita en un ecosistema de transición que esta entre la Puna andina central, la selva de las Yungas y la región del Chaco, entre los 1100 y 1200 m s. n. m., siendo de las Echeverias que más bajo habita en Sudamérica, y es también posiblemente la especie más austral del género Echeveria.
Coexiste en comunidad con otras especies como Deuterocohnia brevifolia y Blossfeldia liliputana.

## Taxonomía
Echeveria saltensis fue descrita por Guillermo Pino, William Ale y Daniel Marquiegui en Cactus and Succulent Journal, 91(3): 190 (2019).
Etimología
Echeveria: nombre genérico que fue descrito en 1828 por Augustin Pyrame de Candolle en Prodromus Systematis Naturalis Regni Vegetabilis 3: 401. El género fue nombrado en honor del artista botánico mexicano Atanasio Echeverría y Godoy (¿1771?-1803).
saltensis: epíteto geográfico que indica su localización en Provincia de Salta.